# Piri Reis

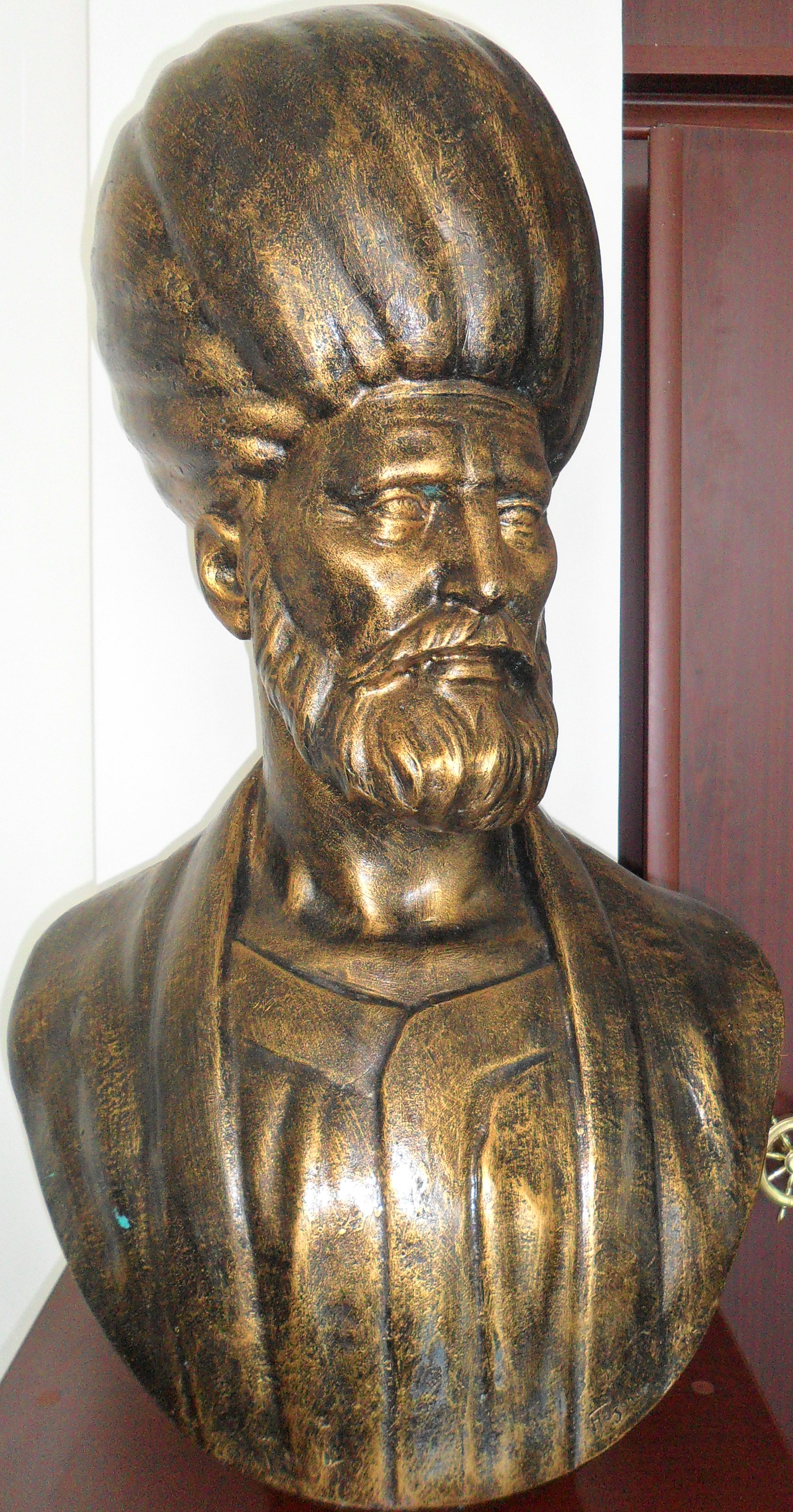
Pîrî-Reis-Statue im Museum der Meere in Mersin (Türkei)

Piri Reis (osmanisch پیری رئیس Pīrī Reʾīs; * um 1470 in Gallipoli (Thrakien); enthauptet 1554 in Kairo) war ein türkischer Admiral der osmanischen Flotte und Kartograph. Er verfasste ein bedeutendes Buch über die Seefahrt im Mittelmeer und sammelte und erstellte zahlreiche Karten, von denen heute die erst 1929 entdeckte sogenannte Karte des Piri Reis von 1513 die berühmteste ist.

## Historisches Umfeld
Ende des 15. Jahrhunderts festigten die Türken ihre Positionen im östlichen Mittelmeer. Der Krieg mit den Nachbarn war in der Zeit der Normalzustand, da die türkischen Herrscher langfristig die Wiederherstellung eines den gesamten Mittelmeerraum umfassenden Reiches wie zu Zeiten Roms anstrebten. "Mit der Eroberung Syriens und Ägyptens gelangte eine umfangreiche arabische geographische Literatur nach Stambul. Das regte die Türken zur Beschäftigung mit der klassischen Materie an und schärfte ihren Blick für eigene Beobachtungen."

## Leben

Piri Reis’ Reisen

Sein Name lautete eigentlich türk. Muhiddin Piri b. Hacı Mehmed. Später wurde sein osmanischer Titel des Admirals (رئیس / reʾīs) als Anrede oder Name genutzt. Muhiddin kam um das Jahr 1470 in Gelibolu zur Welt, seine Familie stammt aus Karaman. Sein Vater war Hacı Mehmed, seine Mutter war die Schwester des berühmten und berüchtigten Seeräubers des Osmanischen Reiches Kemal Reis. Um das Jahr 1481 folgte er seinem Onkel Kemal Reis ins Mittelmeer und nahm an dem Krieg gegen die Republik Venedig teil. Kemal Reis war jahrelang als Pirat hauptsächlich im westlichen Mittelmmer unterwegs und dabei recht erfolgreich. 1495 trat der Pirat Kemal Reis der osmanischen Flotte bei, um im 3. Venezianischen Türkenkrieg zu kämpfen. So erhielt er den türkischen Titel „Reis“, was einem Ritterschlag in Westeuropa entspricht. Der Onkel erbeutete 1501 bei der Seeschlacht  von Valencia (andere Quellen sprechen von einem Kaperunternehmen) sieben spanische Schiffe und auf ihnen eine Seekarte der „westlichen Region“, die von Kolumbus gezeichnet worden sein soll. Generell blieben größere Erfolge aus, da die Piratentaktiken keinen Erfolg gegen die diszipliniert vorgehenden Flotten Venedigs und Spaniens hatten. Jedoch hielt Kemal Reis auch der Staatsdienst nicht davor zurück"... gelegendlich wieder auf eigene Faust sich zu betätigen, ins westliche Mittelmeer zu fahren und die Besitzungen der Rhodiser Ritter zu beunruhigen. Damit bereitete er manchmal der Pforte Ungelegenheiten."

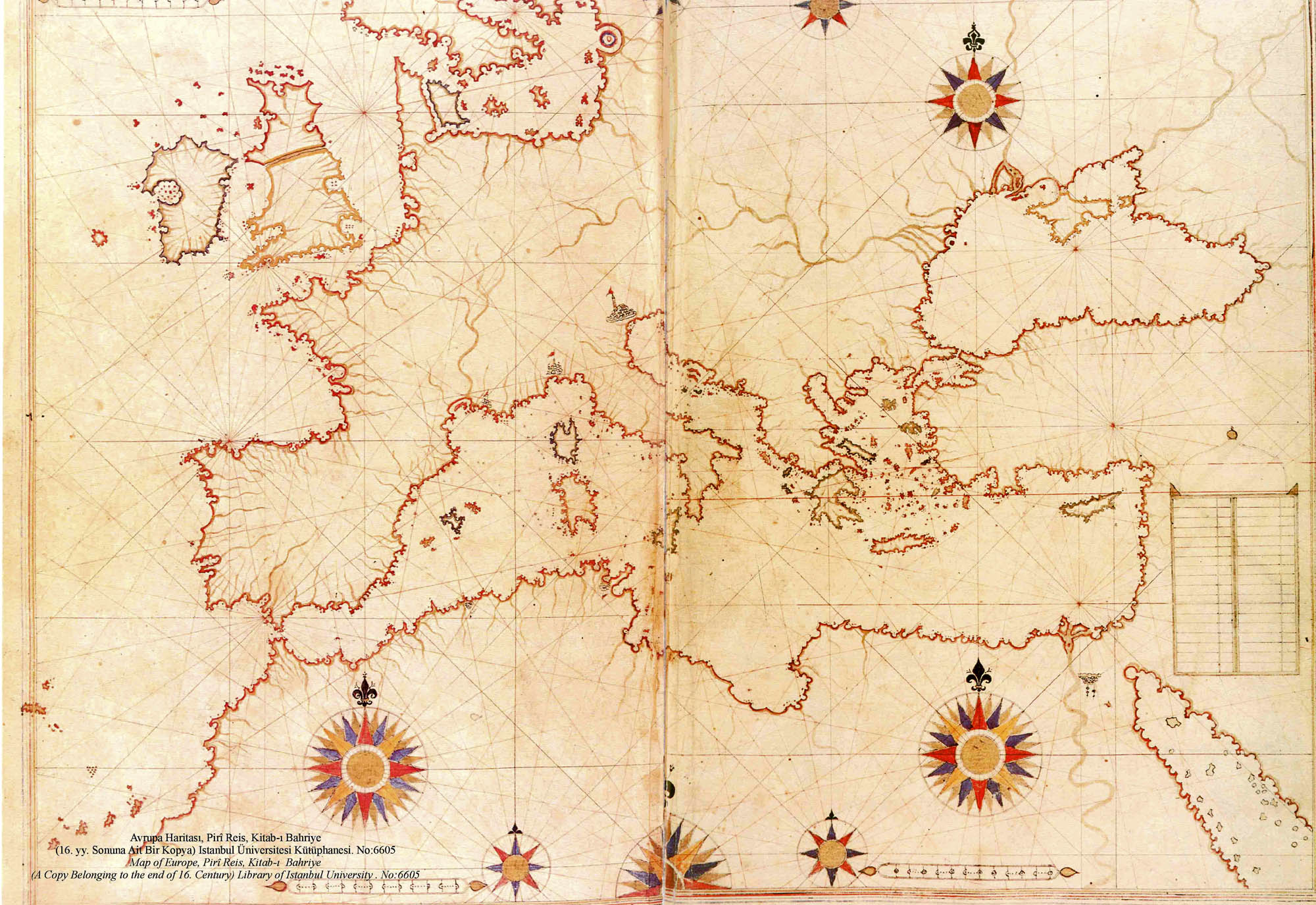
Kopie einer Portolankarte von Europa, Nordafrika und dem Mittelmeer, eingebunden in einer Kopie der 2. Version der Kitab-ı Bahriye.

Als sein Onkel 1511 bei einem Schiffbruch in der Nähe von Naxos ums Leben kam, ging Piri nach Gelibolu und begann mit der Abfassung seines Kitab-ı Bahriye (كتاب بحریه / Kitāb-ı Baḥrīye / ‚Seefahrer-Buch‘). 1513 zeichnete er seine erste Weltkarte. Sie basierte auf etwa 20 Karten und mappae mundi, von denen eine sogar aus der Zeit Alexanders des Großen stammen soll. Da er neben Türkisch auch Griechisch, Italienisch, Portugiesisch und Spanisch sprach, konnte er fremdsprachliche Quellen erschließen und verarbeiten.
Ab 1516 war er als Kapitän der osmanischen Flotte im Mittelmeer und in den Gewässern um die Arabische Halbinsel unterwegs. Im Jahr 1517 zeigte er Sultan Selim I. seine erste Weltkarte. 1516/17 nahm er am Feldzug gegen Ägypten teil und vollendete 1521 sein Kitab-ı Bahriye. 1522 nahm er an der erfolgreichen Belagerung der Insel Rhodos teil. In späteren Jahren war er türkischer Statthalter in Ägypten, verfasste Gedichte und schrieb weiter seine Segelanweisungen in lyrischer Form.
Im Jahre 1524 war er der Kapitän des Schiffes, das den Großwesir Ibrahim Pascha nach Ägypten brachte. Nachdem er das Kitab-ı Bahriye auf Anraten des Großwesirs überarbeitet hatte, konnte er es 1525 dem Sultan Süleyman I. vorlegen. 1528 schenkte er dem Sultan seine zweite Weltkarte.

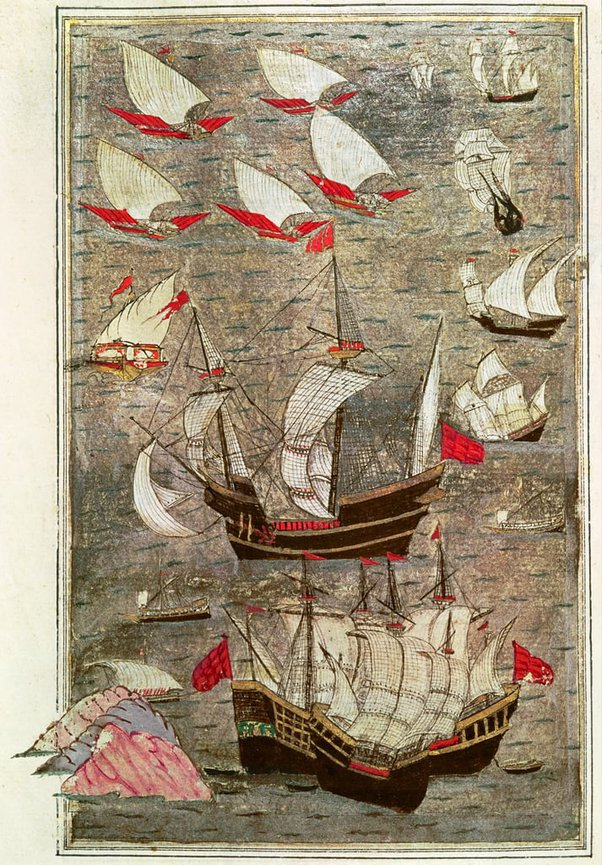
Osmanische Flotte im Indischen Ozean. Zeichnung aus dem 16. Jahrhundert

1547 wurde Piri Reis zum Oberbefehlshaber der osmanischen Flotte im Indischen Ozean (Hind Kapudan-i Derya) und Admiral der Flotte in Ägypten (Misir Kapudan-i Derya) mit Stützpunkt in Sues ernannt. Am 26. Februar 1548 gelang es ihm, die von den Portugiesen besetzte Stadt Aden zurückzuerobern. 1552 nahm er den von Portugal seit 1507 besetzten wichtigen Stützpunkt Maskat ein. Kurz darauf eroberte er die Insel Kisch. Mit 31 Schiffen und über 800 Soldaten belagerte er 1552/53 die Insel Hormus. Die Inselbevölkerung bot ihm große Schätze an, die er annahm und dafür die Belagerung der Insel aufhob. Auf seinem Rückweg nach Sues erreichte ihn die Mitteilung, dass eine mächtige Flotte Portugals die Einfahrt in den persischen Golf blockiere. Piri Reis ließ daraufhin die erbeuteten Schätze auf drei Schiffe umladen und ließ das Gros seiner Flotte (28 Schiffe) im sicheren Al-Basra zurück. Mit den drei Schiffen versuchte er den Durchbruch der portugiesischen Blockade, der unter Verlust eines Schiffes gelang. Nach seiner Ankunft in Ägypten meldete sein politischer Gegenspieler um den Posten des dortigen Statthalters dem Sultan jedoch nur, dass Piri Reis mit nur zwei Schiffen seiner Flotte (von ursprünglich 31 Schiffen) eingetroffen sei. Auch erwähnte er weder die Rettung der Flotte in Al-Basra noch die auf den zwei Schiffen befindlichen Schätze. Sultan Suleiman I. ordnete wütend die Todesstrafe für Piri Reis an, worauf dieser 1554 im Alter von 84 Jahren öffentlich enthauptet wurde. Mit ihm starb einer der herausragenden Kartographen des osmanischen Reiches. Seine Segelanweisungen wurden wegen der illuminierten Detaildarstellungen von Häfen und Buchten vielfach kopiert, sie gingen aber in ihrem Gehalt kaum über frühere Kompilationen, etwa den Compasso de Navegare und andere gedruckte Seehandbücher, wie das Isolario von Dalli Sonetti, hinaus.

## Werke
- Kitab-ı Bahriye (Seefahrer-Buch), ein Handbuch über das Mittelmeer
- Karte des Piri Reis

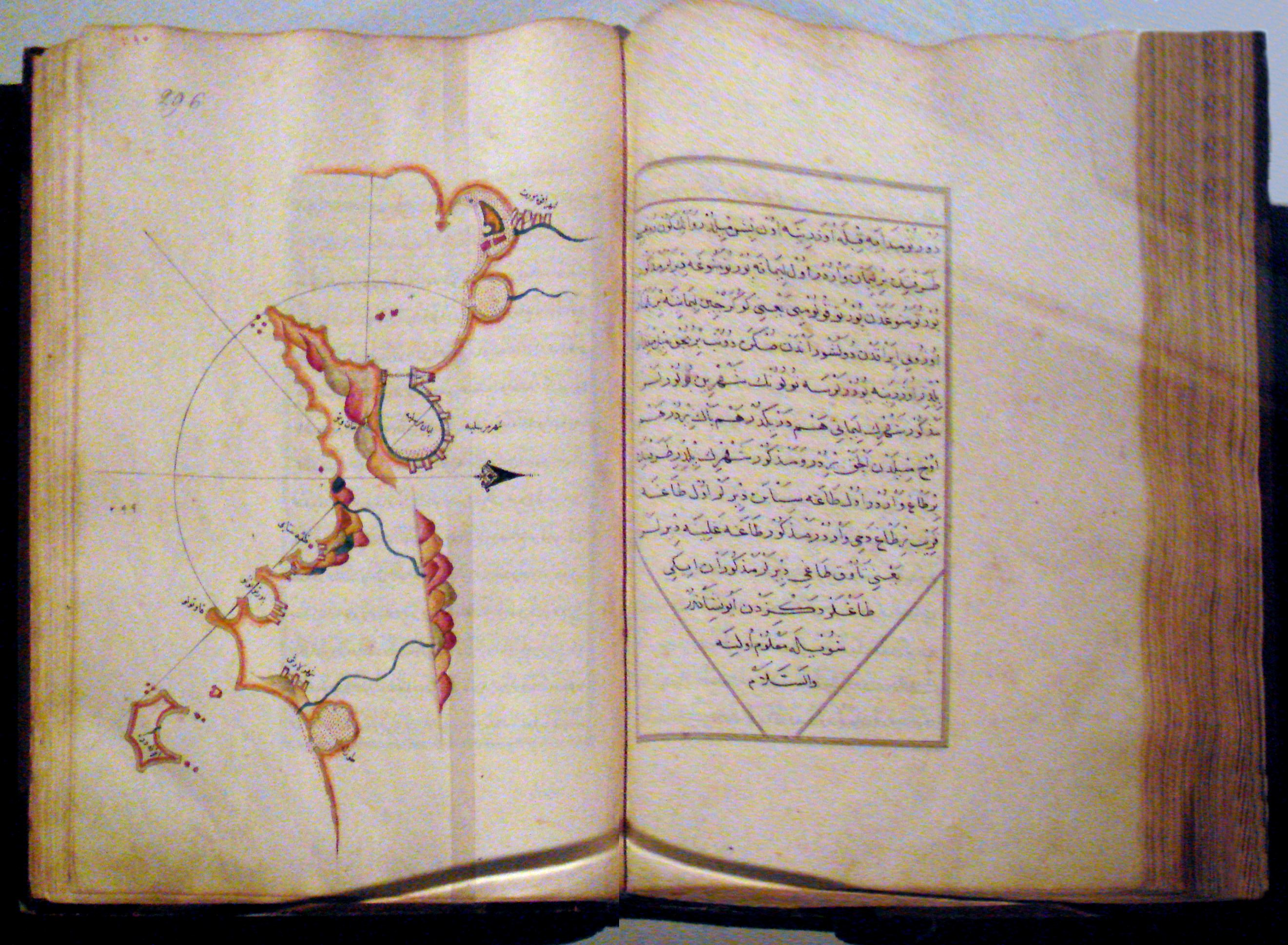
Der Hafen von Marseille aus dem Kitab-ı Bahriye
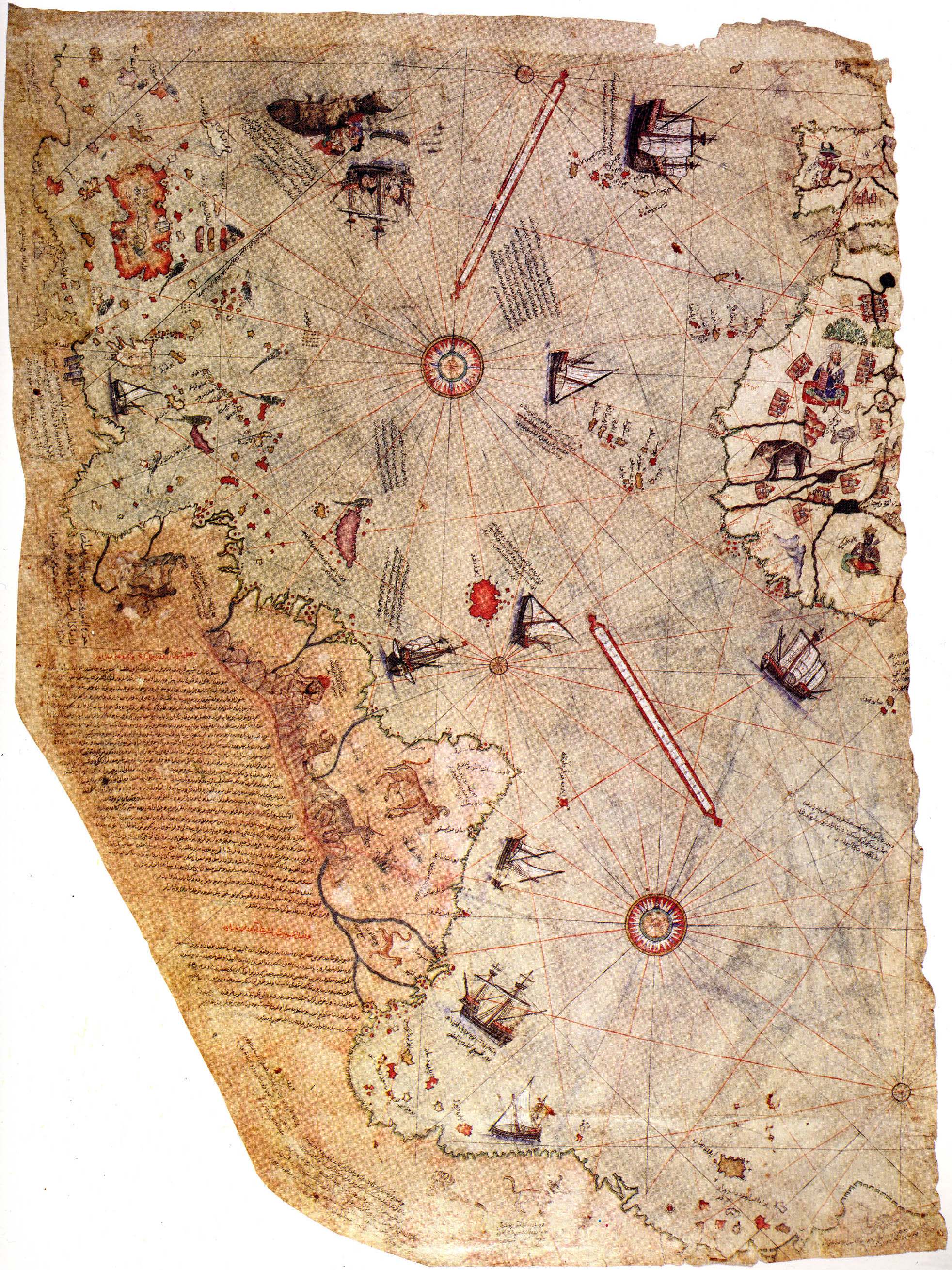
Die Karte des Piri Reis